# Sesandan
Sesandan is een bestuurslaag in het regentschap Tabanan van de provincie Bali, Indonesië. Sesandan telt 2028 inwoners (volkstelling 2010).